# Sitemap
En webbplatskarta, eller sitemap, är en central del av en webbplats struktur. Den ger en överblick över de sidor som finns på en webbplats och hur dessa sidor är kopplade till varandra. För sökmotorer kan en sitemap, ofta i form av en XML-fil, underlätta när deras webcrawlers samlar in information. Detta hjälper dem att förstå vilka sidor och vilket innehåll som är viktigast, vilket gör webbplatskartor till en nyckelkomponent i sökmotoroptimering.
Webbplatskartor kan också förekomma i andra format, till exempel som diagram eller skisser, när designers visualiserar flödet genom en webbplats. De fungerar inte bara som vägledning för sökmotorer utan också som ett verktyg för att förbättra användarupplevelsen genom att ge en organiserad översikt över webbplatsens struktur och innehåll.

## Vad är en webbplatskarta?
En webbplatskarta är en fil eller översikt som listar alla sidor på en webbplats som bör indexeras av sökmotorer. Den fungerar som en karta som underlättar navigering för både människor och maskiner. Det finns olika typer av webbplatskartor beroende på deras syfte – tekniska för sökmotorer och mer användarvänliga för besökare.

### Syfte och funktion
Huvudsyftet med en webbplatskarta är att hjälpa sökmotorer att:
- Hitta och indexera allt innehåll, inklusive sidor som kanske inte är direkt länkade.
- Förstå webbplatsens struktur och prioriteringar mellan sidor.
- Identifiera hur ofta sidor uppdateras och när de senast ändrades.

## Typer av webbplatskartor

### XML-webbplatskarta
En teknisk fil som används av sökmotorer. Den innehåller detaljerad metadata, som URL:er, senaste uppdateringar och sidornas relativa prioritet. Denna typ är särskilt viktig för stora eller dynamiska webbplatser.

### HTML-webbplatskarta
Skapad för användare, denna karta visar en navigerbar lista över webbplatsens sidor. Den används ofta för att underlätta navigering, särskilt på stora webbplatser.

### Specialiserade webbplatskartor
Det finns även särskilda webbplatskartor för specifika innehållstyper:
- Videositemaps: Hjälper sökmotorer att förstå videoinnehåll.
- Bildsitemaps: Optimerar indexeringen av bilder.
- Nyhetssitemaps: Används för att markera nyhetsartiklar som publiceras på webbplatser godkända för Google Nyheter.

## Varför är en webbplatskarta viktig?
Webbplatskartor är avgörande för både SEO och användarupplevelsen. För sökmotorer säkerställer de att alla viktiga sidor indexeras och hjälper till att strukturera webbplatsens innehåll effektivt. För användare gör de det enklare att navigera och hitta relevant information.

### Förbättrad synlighet i sökmotorer
De gör det möjligt för sökmotorer att hitta nya eller uppdaterade sidor snabbare. Detta är särskilt värdefullt för stora webbplatser, nya sajter med få externa länkar eller sidor med dynamiskt innehåll.

### Optimering av SEO
En korrekt konfigurerad webbplatskarta visar sökmotorer vilka sidor som är viktigast och hur ofta de uppdateras. Detta förbättrar indexeringen och kan påverka din ranking i sökresultat.

### Förbättrad användarupplevelse
HTML-webbplatskartor hjälper besökare att navigera på komplexa webbplatser genom att erbjuda en tydlig överblick över innehållet.

## Hur skapar man en webbplatskarta?
Att skapa en webbplatskarta kan göras manuellt eller med hjälp av verktyg. För XML-kartor kan du använda plugins som Yoast SEO eller externa verktyg som XML-sitemaps.com. För HTML-kartor kan du generera en navigerbar lista över sidor. När du skapat webbplatskartan bör den placeras i webbplatsens rotkatalog och skickas in till sökmotorer via verktyg som Google Search Console.